# Dutch Windmills
El Dutch Windmills es un equipo de baloncesto holandés que compite en la FEB Eredivisie, la primera división del país. Tiene su sede en la ciudad de Dordrecht. Disputa sus partidos en el Sportboulevard Dordrecht, con capacidad para 1100 espectadores.

## Historia
El 14 de septiembre de 2017 se anunció la dreación del club, con la intención de participar directamente en la temporada 2017-18 de la FEB Eredivisie, aunque finalmente la liga anunció que se pospondría su debut hasta la temporada siguiente.
Finalmente, el 3 de mayo de 2018 el club hizo oficial su participación en la temporada 2018-19 de la primera división holandesa. En el mes de julio se confirmó a Geert Hammink como entrenador del equipo, que debutó en la competición el 7 de octubre de 2018 ante el Landstede Zwolle, perdiendo por 64-78.

## Trayectoria
| Temporada | Nivel | Liga       | Pos. | NBB Cup     | Records | Records | Records |
| Temporada | Nivel | Liga       | Pos. | NBB Cup     | TR      | PO      | CO      |
| --------- | ----- | ---------- | ---- | ----------- | ------- | ------- | ------- |
| 2018–19   | 1     | Eredivisie |      | Semifinales |         |         | 2–2     |